# Ban Huai Pu Kaeng
Ban Huai Pu Kaeng of Ban Huay Pu Kaeng (Thai: บ้านห้วยปูแกง) is een plaats in de tambon Pong Ngam in de provincie Chiang Rai. De plaats heeft een oppervlakte van 1,1 km² en telde in 2009 in totaal 738 inwoners, waarvan 396 mannen en 369 vrouwen. Ban Huai Pu Kaeng telde destijds 116 huishoudens.
In de plaats bevindt zich een kleuterschool en een basisschool. Op de kleuterschool zitten 34 leerlingen en drie docenten en op de basisschool zitten 315 leerlingen en zeven docenten.